# Johan DeFarfalla
Johan DeFarfalla (nascido em 3 de junho, 1971) é um baixista sueco. Ele é o ex-baixista da banda sueca de death metal progressivo Opeth.

## Opeth
DeFarfalla originalmente entrou para o Opeth em 1991 quando sua formação era David Isberg nos vocais, Mikael Åkerfeldt e Kim Pettersson nas guitarras e Anders Nordin na bateria. Ele substituiu Nick Döring no baixo para um show e que saiu imediatamente depois. O  Opeth recrutou Peter Lindgren para substituí-lo para o seu próximo show, e em seguida Stefan Guteklint após Lindgren mudar-se para a guitarra. Em 1994, o Opeth foi abordado para assinar com a Candlelight Records e demitir Guteklint. DeFarfalla retornou ao Opeth inicialmente como um baixista das sessões de seu primeiro álbum de estúdio, Orchid, de 1995, mas posteriormente se tornou um membro oficial novamente. Depois de fazer a turnê em apoio ao seu segundo álbum de estúdio, Morningrise, de 1996, DeFarfalla foi demitido por Åkerfeldt que citou que DeFarfalla não foi um bom ajuste. DeFarfalla queria que o baixo tivesse um papel mais proeminente na música do Opeth, algo com que Åkerfeldt se sentia desconfortável.
Partida da mistura geral, estética e sonoridade geral dos primeiros dois álbuns de estúdio do Opeth é muitas vezes atribuída parcialmente ao recrutamento do baixista Martin Mendez e do baterista Martin Lopez, embora Mendez não tenha contribuído ou gravado qualquer linha de baixo para o próximo lançamento do Opeth (My Arms, Your Hearse, de 1998). (Anders Nordin deixou o Opeth para ir ao Brasil dias após DeFarfalla ser demitido). Se o som do Opeth é descrito como tendo uma influência do jazz, ele é mais prevalente em seus primeiros dois álbuns (aqueles que DeFarfalla e Nordin contribuíram), seu quarto (Still Life) sendo uma exceção.

## Vida pessoal
Johan DeFarfalla agora trabalha dentro do partido conservador político sueco Kristdemokraterna em Söderhamn e tem uma mulher e três filhos.

## Discografia
- Orchid (1995)
- Morningrise (1996)